# シベレスタット
シベレスタット（Sivelestat）は、ヒト好中球エラスターゼの選択的阻害薬である。急性呼吸不全の治療に用いられる。商品名エラスポール。開発コードONO 5046。

## 効能・効果
日本では、全身性炎症反応症候群に伴う急性肺障害の改善 について承認されている。 神経因性疼痛を改善するとの報告もある。

## 副作用
治験には副作用が16.0%に見られた。主な副作用は、肝機能異常（AST（GOT）上昇、ALT（GPT）上昇等）（8.4%）、アルカリホスファターゼ上昇（6.2%）等であった。
重大な副作用と認識されているものは、呼吸困難（0.2%）、白血球減少（0.2%）、血小板減少（0.2%）、肝機能障害（0.2%）、黄疸（頻度不明）である。

## 注
1. ↑  以下の項目の内、2つ以上を満たす。
  1. 体温＞38℃または＜36℃、
  2. 心拍数＞90回/分、
  3. 呼吸数＞20回/分またはPaCO2＜32mmHg、
  4. 白血球数＞12,000/µLまたは＜4,000/µL。あるいは桿状球（幼若球）＞10%
2. ↑  以下の3項目を満たす。
  1. 肺機能低下（機械的人工呼吸管理下でPaO2/FIO2300mmHg以下）
  2. 胸部X線所見で両側性に浸潤陰影
  3. 肺動脈楔入圧測定時、楔入圧≦18mmHg
または、未測定時、左房圧上昇の臨床所見無し